# Elezioni parlamentari tedesche del 1903

I risultati delle elezioni del Reichstag per collegio elettorale. La numerazione delle circoscrizioni corrisponde a quella della tabella.

Le elezioni parlamentari tedesche del 1903 furono le elezioni dell'XI Reichstag tedesco. Si svolsero il 16 giugno 1903.
L'affluenza fu del 76% circa, significativamente più alta rispetto alle elezioni del Reichstag del 1898.
I sostenitori del governo del cancelliere del Reich Bernhard von Bülow, ossia i "partiti del cartello” ed il Centro rimasero stabili.
Tuttavia la crescita dei socialdemocratici fu per l'ennesima volta chiara. In termini di voti da molto tempo erano il partito più forte, ma il sistema di voto maggioritario in vigore nell'Impero li ha resi solo il secondo partito in parlamento. Nel “Regno Rosso” (Sassonia) riuscirono a vincere 22 delle 23 circoscrizioni. I liberali di sinistra ed i partiti minori subirono le perdite maggiori. Per la prima volta, Wojciech Korfanty, un candidato dei partiti polacchi, ha avuto successo in un collegio elettorale dell'Alta Slesia.
Nel nuovo Reichstag i socialdemocratici, rafforzati, si opposero alla politica del governo. Nel contesto della prima crisi marocchina e del riarmo generale, criticarono quella che ritenevano fosse una politica estera sbagliata per la Germania. Sul piano interno i socialdemocratici insieme ai liberali di sinistra spinsero per le riforme. Anche se non riuscirono a far passare una mozione per abolire il sistema elettorale a tre classi in Prussia nel 1906 riuscirono a introdurre le indennità parlamentari per i membri del Reichstag. In precedenza gli eletti, in particolare socialdemocratici che spesso non avevano beni significativi o entrate proprie, dipendevano dal sostegno della tesoreria del partito.
Alla fine del 1906 il Reichstag fu sciolto prematuramente e si tennero le elezioni del Reichstag del 1907 .

## Risultati

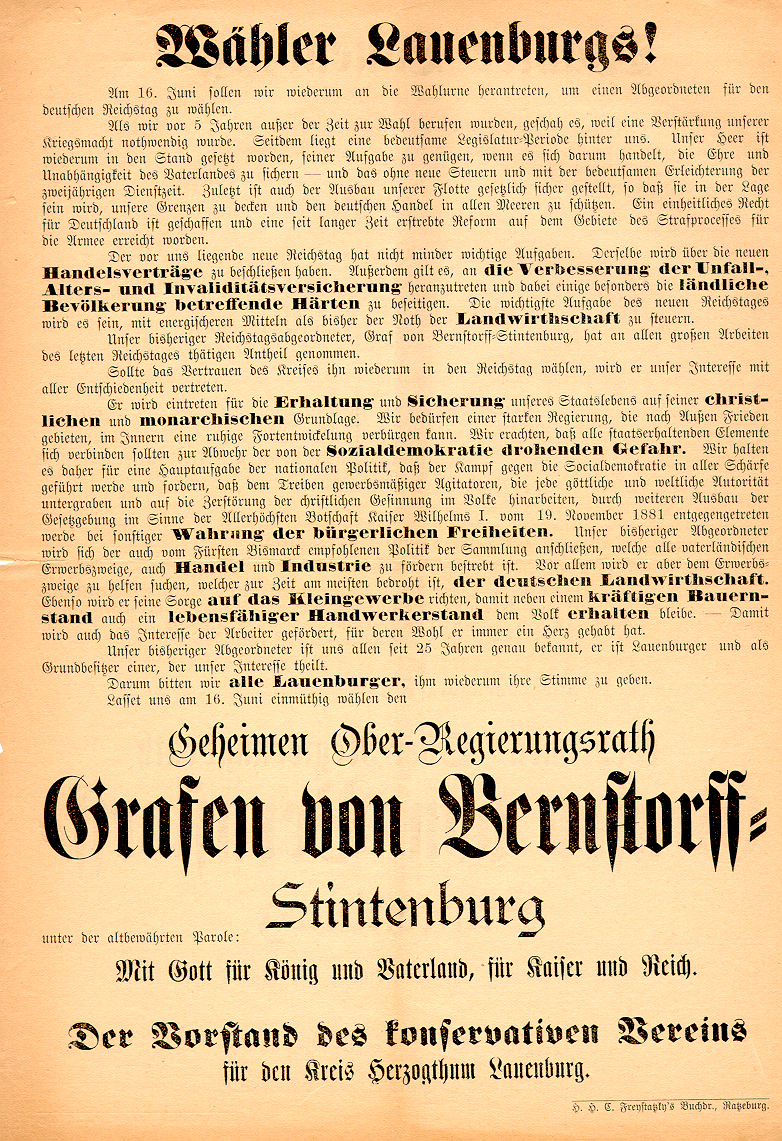
Un manifesto elettorale del candidato liberal-conservatore nel ducato di Lauenburg (Schleswig-Holstein), il conte Bernstorff, che aveva rappresentato il collegio elettorale dal 1893. Nel ballottaggio, Bernsdorff ha perso contro il suo avversario socialdemocratico, Friedrich Lesche.

| Orientamento Politico  | Orientamento Politico  | Partiti                                    | Partiti | Voti       | Voti   | Voti      | Seggi | Seggi  | Seggi     |
| ---------------------- | ---------------------- | ------------------------------------------ | ------- | ---------- | ------ | --------- | ----- | ------ | --------- |
| Orientamento Politico  | Orientamento Politico  | Partiti                                    | Partiti | in Milioni | %      | Diff.1898 | Seggi | %      | Diff.1898 |
| Conservatori           | Conservatori           | Partito Conservatore Tedesco (DKP)         |         | 0,948      | 10,0 % | −1,1 %    | 54    | 13,6 % | −2        |
| Conservatori           | Conservatori           | Partito del Reich tedesco (DRP)            |         | 0,333      | 3,5 %  | −0,9 %    | 21    | 5,3 %  | −1        |
| Liberali               | Destra-                | Partito Nazionale Liberale (NLP)           |         | 1,317      | 13,9 % | +1,4 %    | 51    | 12,8 % | +3        |
| Liberali               | Moderati               | Associazione Liberale (FVg)                |         | 0,243      | 2,6 %  | +0,1 %    | 9     | 2,3 %  | −4        |
| Liberali               | Sinistra-              | Partito Popolare Liberale (FVp)            |         | 0,538      | 5,7 %  | −1,5 %    | 21    | 5,3 %  | −8        |
| Liberali               | Sinistra-              | Partito Popolare Tedesco (DtVP)            |         | 0,091      | 1,0 %  | −0,4 %    | 6     | 1,5 %  | −2        |
| Cattolici              | Cattolici              | Partito di Centro Tedesco (Zentrum)        |         | 1,875      | 19,7 % | +0,9 %    | 100   | 25,2 % | −2        |
| Socialisti             | Socialisti             | Partito Socialdemocatico di Germania (SPD) |         | 3,011      | 31,7 % | +4,5 %    | 81    | 20,4 % | +25       |
| Diversi e Indipendenti | Diversi e Indipendenti | Partiti regionali, minoranze1)             |         | 0,559      | 5,9 %  | −0,2 %    | 32    | 8,1 %  | −3        |
| Diversi e Indipendenti | Diversi e Indipendenti | Partiti/alleanze di agricoltori 2)         |         | 0,230      | 2,4 %  | −0,8 %    | 8     | 2,0 %  | −3        |
| Diversi e Indipendenti | Diversi e Indipendenti | Partiti antisemiti 3)                      |         | 0,245      | 2,6 %  | −1,1 %    | 11    | 2,8 %  | −2        |
| Diversi e Indipendenti | Diversi e Indipendenti | Altri 4)                                   |         | 0,104      | 1,1 %  | −0,8 %    | 3     | 0,6 %  | −1        |
| Totale                 | Totale                 | Totale                                     | Totale  | 9,496      | 100 %  |           | 397   | 100 %  |           |

Osservazioni:
- 1) Seggi: Partito Tedesco-Hannoveriano (DHP) 6 (-3), Polacchi 16 (+2), Danesi 1 (±0), Alsazia-Lorena 9 (-1)
- 2) Seggi: Unione degli agricoltori (BdL) 4 (−2), Unione degli agricoltori bavaresi (BB) 3 (−2), Unione degli agricoltori del Württemberg 1 (+1)
- 3) Seggi: Partito Riformatore Tedesco (Rif) 6 (+6), Partito Sociale Tedesco (DSP) 3 (+3), Partito Sociale Cristiano (CSP) 2 (+1)
- 4) Seggi: Associazione Nazionale Sociale (NSV) 1 (+1), a tempo indeterminato 2 (−2)

## I Gruppi parlamentari del XI Reichstag
Nell'XI Reichstag non tutti gli eletti si unirono al gruppo costituito dal partito con cui si erano candidati. Alcuni dei parlamentari del DHP si unirono al gruppo del Centro. Il deputato del BdL Hufnagel (Ansbach) entrò a far parte del gruppo dei Conservatori. I restanti deputati del BdL si unirono ai socialisti ed ai cristiano-sociali, nonché ai deputati dell'Unione degli agricoltori per formare il gruppo parlamentare dell'Unione economica. All'inizio dell'XI legislatura i gruppi parlamentari avevano la seguente forza:
| Centro                      | 101 |
| Socialdemocratici           | 81  |
| Conservatori tedeschi       | 52  |
| Nazional-liberali           | 50  |
| Partito Popolare Liberale   | 21  |
| Partito del Reich tedesco   | 20  |
| Polacchi                    | 16  |
| Unione Economica            | 12  |
| Associazione Liberale       | 10  |
| Partito Popolare Tedesco    | 6   |
| Partito Riformatore Tedesco | 6   |
| Non Iscritti                | 22  |

Nel corso della legislatura la forza dei singoli gruppi parlamentari è cambiata più volte a causa delle elezioni suppletive e dei cambiamenti dei gruppi parlamentari.